# Smiles (Joseph Williams)
Smiles è l'ottavo album in studio nonché il secondo composto da cover del cantante Joseph Williams, pubblicato nel 2007.

## Descrizione
Come nell'album Two of Us, anche questa volta il cantante è accompagnato solo dal pianoforte, stavolta di David Harris. Come ospiti in studio per le registrazioni troviamo Hannah Ruick Williams, Emmy Ray Williams, Amye Williams e Roxann Harris nel ruolo delle voci secondarie. Fra le cover troviamo quelle di Beach Boys, Paul Mc Cartney, Paul Simon, Eric Clapton, gli Eagles e Stevie Wonder. Il brano Heaven in Your Eyes è l'unico scritto e composto da Williams, e già apparso nel primo disco dei West Coast All Stars. Dall'album viene estratto il singolo Somewhere Only We Know, cover dei Keane.

## Tracce
1. Don't Worry Baby (B. Wilson) - 3:09
2. Walk Between the Raindrops (J. McMurtry) - 2:45
3. Still Crazy After All These Years (P. Simon) - 3:22
4. Wonderful Tonight (E. Clapton) - 4:10
5. For Your Love (S. Wonder) - 3:53
6. A Song for You (L. Russell) - 4:31
7. Peaceful Easy Feeling (J. Tempchin) - 3:32
8. More Than I Can Say (S. Curtis, J. Allison) - 2:39
9. Heaven in Your Eyes (J. Williams) - 4:35
10. Maybe I'm Amazed (P. McCartney) - 4:05
11. Don't Know Why (J. Harris) - 3:05
12. Somewhere Only We Know (T. Rice-Oxley, T. Chaplin, R. Hughes) - 3:48

## Musicisti
- Joseph Williams - voce principale, tastiera
- Hannah Ruick Williams - voce secondaria
- Emmy Ray Williams - voce secondaria
- Amye Williams - voce secondaria
- Roxann Harris - voce secondaria
- David Harris - pianoforte